# Reiki (zdravljenje)
Reiki je alternativna metoda zdravljenja s polaganjem rok, ki ga je leta 1922 razvil japonski budist Mikao Usui. Ne obstajajo študije, ki bi dokazovale njeno učinkovitost in spada pod psevdoznanost.

## Zgodovina
Reiki se izvaja s polaganjem rok. Ideja je v tem, da naj bi v vsakem bitju krožila univerzalna življenjska energija. S pomočjo te energije naj bi zdravili telo, um in duha. Beseda reiki je sestavljena iz besede rei, ki pomeni »univerzalno« in se nanaša na raven duha in telesa ter besede ki, ki pomeni življenjsko vitalno energijo, ki se pretaka po telesu živih bitij. Začetnik reikija je Mikao Usui, ki je ob koncu 19. stoletja na Japonskem vodil krščansko semenišče. Ta naj bi na gori Kurijami 21 dni meditiral. Zadnji dan ob zori je opazil, da se mu približuje svetlobni žarek in ko ga je dosegel, ga je nevidna sila zbila na tla. Takrat je opazil, da se na nebu izrisujejo simboli v različnih barvah. S tem naj bi Mikao Usui sprejel iniciacijo reikija. Kmalu po tem dogodku je ugotovil, da ima v svojih rokah posebno moč. Ljudem je namreč pomagal na tak način, da je položil roke na boleče mesto in bolečina se je zmanjšala ali pa celo izginila. Vendar pa se je po koncu terapije bolečina ponovno pojavila, zato jim je dr. Mikao Usui podelil iniciacijo reikija in jim povedal, da se morajo držati določenih pravil reikija. Leta 1922 se je preselil v Tokio in tam ustanovil kliniko, kjer so zdravili ljudi s pomočjo reikija. Po njegovi smrti je njegovo delo nadaljeval Chujiro Hayashi, ki je ustanovil svojo kliniko. Tam se je veščin reikija naučila tudi Hawayo Takata, ki je zaslužna, da se je reiki prenesel tudi na zahod. Umrla je leta 1979 in v tem času izučila 22 reiki mojstrov. Leta 1982 je Barbara Weber Ray ustanovila mednarodno ameriško združenje reikija (A.I.R.A).

## Osnovni principi
Ljudje, ki se ukvarjajo s tem, trdijo, da obstaja univerzalna, življenjska, duhovna energija, ki ima lahko zdravilne učinke na telo in duha. Do te energije lahko pride vsak, vendar le ob prisotnosti reiki terapevta. Velja prepričanje, da ta energija potuje iz rok terapevta na telo pacienta oziroma na del telesa, kamor terapevt postavi dlani. Pri tem ni potrebna predhodna diagnoza, saj naj bi bila ta energija inteligentna. Po določenem času pa se lahko pacient nauči sprejemati to energijo od terapevta tudi na daljavo. Ta proces vključuje posebne simbole, s pomočjo katerih se vzpostavi začasna povezava med terapevtom in pacientom in tako lahko potuje energija med njima. Pri tem razdalja ni pomembna. Nekateri celo trdijo, da se lahko ta energija prenaša skozi čas, torej v preteklost in prihodnost.

## Terapija
Pacient se uleže na masažno mizo in se skuša sprostiti. Pri reikiju se vedno uporabljata obe roki in sicer z dlanmi, obrnjenimi navzdol. Pri tem so vsi prsti, s palcem vred, iztegnjeni in se držijo skupaj. Terapevti dlani položijo na tako imenovane reiki položaje in jih pustijo sproščene, brez kakršnega koli pritiska. Lahko pa terapija poteka tudi brez neposrednega dotika, tako da terapevt samo približa dlani določenemu delu telesa. Energija življenja "ki", ki naj bi zdravila, naj bi pri tem potovala skozi čakre sredi dlani in skozi konice prstov. Ko energija začne teči, po navadi terapevt in zdravljenec to občutita kot toploto (lahko tudi mravljince) na izpostavljenih delih telesa. Pri tem velja prepričanje, da če oseba, ki se zdravi potrebuje hlad, ji terapevtove dlani to tudi posredujejo. Prav tako naj bi ob zdravljenju terapevt čutil nekakšne ciklične občutke, katerim mora slediti s svojimi dlanmi po predelih telesa. Terapija se po navadi opravlja v tišini, lahko pa tudi ob spremstvu tihe glasbe, tako da je pacientu omogočena tudi čustvena sprostitev. Reiki se lahko uporablja tudi v kombinaciji z dragimi kamni in kristali. Pri tem pa je pomembno, da so barve kamnov usklajene z barvami čaker (npr. temenska čakra je predstavljena z vijoličasto in belo barvo, grlna čakra je sinje barve…). Zdravljenje se prične pri glavi in se nadaljuje proti spodnjim točkam telesa (skupno naj bi bilo teh točk med 12 in 20). Terapijo lahko opravlja bodisi en sam terapevt ali pa se seanse udeleži več terapevtov.  Takšna terapija celega telesa traja od 45 do 90 minut. Reiki pa se lahko prakticira tudi kot metoda samozdravljenja. 

## Šolanje terapevtov
Šolanje reiki terapevtov poteka v 4 stopnjah:

### 1.stopnja
Spoznavanje z zgodovino, temeljnimi načeli, namenom in posledicami reikija. Učenje osnovnih tehnik zdravljenja s polaganjem rok, tehnik za samotretma in hitri tretma. Sledi posvetitev v 1. stopnjo, ki odpre kanal univerzalne energije, po katerem steče reiki energija in povzroči vrsto sprememb in notranjih procesov ter omogoča zvišanje vibracij fizičnega telesa. Posamezniku je podeljen simbol moči CHO-KU-REI. V tej stopnji se učenec nauči tudi dihalnih tehnik in uporabe kristalov in mineralov pri meditaciji.

### 2. stopnja
Po opravljeni 1. stopnji lahko po preteku vsaj treh mesecev kandidat nadaljuje z opravljanjem 2. stopnje, ki poteka po tradicionalnem Usujevem sistemu. Tokrat prejme 2 simbola: SEI -HE –KI …deluje na čustveno telo (astral)-z njim se odpravljajo negativni čustveni vzorci. HON-SHA-ZE-SHO-NEN … deluje na mentalno telo (mental)-zdravljenje karme, odpravljanje travm, mentalnih in čustvenih blokad in osvobajanje osebnostnih kalupov. Reikist se nauči pomagati drugim na daljavo, v primerih ko je stik s prejemnikom energije onemogočen.

### 3. stopnja
Tretja stopnja temelji na osebnostni rasti posameznika. Prejme mojstrski simbol DAI-KO-MIO, ki deluje na duhovno telo. Vibracije telesa se dvignejo na višji nivo, kar vpliva na psihično in fizično počutje. Po končanju te stopnje, je reikist pripravljen za pomoč drugim, vodenje tečajev in opravljanje posvetitev.

### 4. stopnja
Pripravi reikista na učiteljsko funkcijo in mu dvigne samozavest. Pouči ga o postopku podeljevanja inicijacij. Reikist dobi navodila za poučevanje in podeljevanje iniciacij in je posvečen v mojstrsko stopnjo.